# Ämnäs
Ämnäs är en by i Finströms kommun på Åland. Sett till läge är Ämnäs beläget mitt på fasta Åland. Området "Gibböle" är beläget i Ämnäs, området är inte en egen by, utan härstammar från ett hemman.

## Invånare
2013 fanns 223 personer bosatta i byn. Under de senaste åren har inflyttningen till Ämnäs ökat och en efterfrågan på tomter finns generellt sett konstant. Sett till antalet personer bosatta i byn är Ämnäs en av de största byarna på Åland. 

## Nutid och dåtid
Förr var byn en traditionell bondby men idag finns endast ett fåtal heltidslantbruk kvar, gårdarna är Hansas, Nilsas, Karl-Ers samt Woivalins. Även fisket har varit en stor sysselsättning tidigare. 1973 grundades Ämnäs Byalag av Carl Sjöblom med syftet att främja sammanhållningen i byn samt att ta tillvara byns intressen. Byalaget förfogar över byagården / bygdegården som kallas "Gibböle" i vilken det bland annat ordnas festligheter och sammankomster. Gården tros ha varit byggd så tidigt som på 1850-talet. I byn fanns även fram till mitten av 1990-talet företaget Ämnäs Hembageri som sedermera köptes av ÅCA och fick det nya namnet Ålandsbagarn. Hembageriet erbjöd färskt bröd och drev även café i lokalen. Lanthandeln F:ma Carl Sjöblom var under många år verksam och försåg Ämnäsborna med livsmedel på nära håll.
Idag verkar företagen Solsidans Bygg, Axventure, Johanssons Städ m.fl. i byn. Sommartid drivs finns även en loppis i byn.   

## Kända Ämnäsbor
Bland de mer kända Ämnäsborna kan nämnas Folke Woivalin, tidigare lantråd på Åland samt Alfred Sjöblom, tidigare kommunpolitiker. Även Harry Söderberg som driver Söderbergs Åland är en känd profil på Åland. Söderberg erbjuder självplock av bland annat jordgubbar, hallon och vinbär. Produkterna levereras även till butiker runt om Åland.

## Sevärdheter
Cykelturister som kommer från Mariehamn möter den första åländska midsommarstången i Ämnäs. Stången reses och kläs årligen i byalagets regi. Stången har de traditionella åländska färgerna på kronorna och lövas med asplöv. Toppen på stången pryds av fäktargubben samt fyra segelbåtar. Naturen är vacker i byn med skog, åkrar, fält och mindre bergspartier. Tack vare närheten till såväl Ämnäsviken som Kornäsfjärden är vackra vyer över sjö aldrig långt borta. Den gamla postvägen leder genom byn. I ett av byns stora skogspartier finns vikingagravar som berättar om den tidiga befolkningens rörelse i byn. Gravarna är dock i dåligt skick och inte utmärkta.